# Chính tả tiếng Slovak
Chính tả tiếng Slovak

## Quy tắc viết chữ cái ä

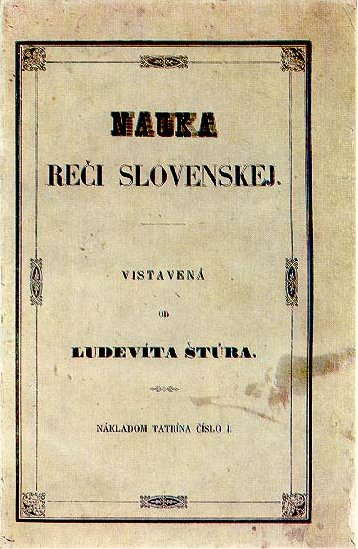
Bìa sách Môn học tiếng Slovak, xuất bản năm 1846, tác giả Ľudovít Štúr, một trong những nhân vật quan trọng trong lịch sử dân tộc Slovak nói chung và lịch sử tiếng Slovak nói riêng.

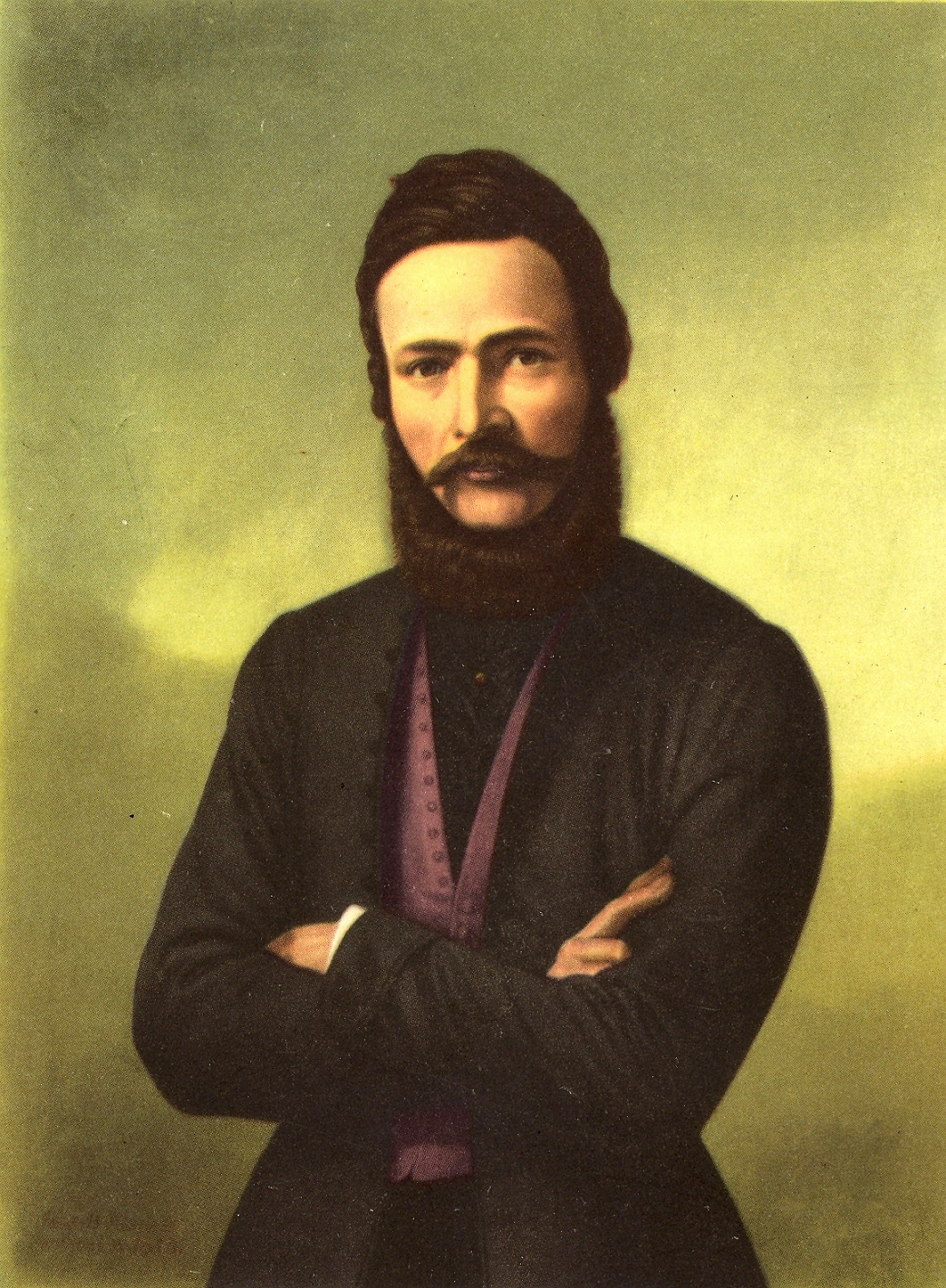
Ľudovít Štúr là nhà chính trị, nhà văn, nhà ngôn ngữ học, nhà báo, thầy giáo Slovak, người đã cống hiến tâm sức, góp phần cho việc bảo vệ và phát triển tiếng Slovak.

Trong tiếng Slovak nguyên âm ä chỉ nằm sau các phụ âm b, m, p, v trong ở một số từ. 
Sau b chỉ ở danh từ giống trung. Ví dụ: bábätko- em nhỏ.
Sau m ở danh từ, tính từ, động từ, tiểu từ và phó từ. Ví dụ: mäso-thịt, mäkký- mềm, mätiem-tôi làm ai nhầm lẫn, najmä - phần lớn.
Sau p ở danh từ, tính từ, động từ, số từ, phó từ. Ví dụ: päsť- nắm đấm, napätý- căng thẳng, opätovať- trả đũa, pätina- một phần năm, opäť- lại lần nữa.
Sau v ở danh từ, tính từ, động từ, số từ, phó từ. Ví dụ: zväz- hội hiệp, väčší- to hơn, nadvädzovať- kế tục, deväť- số chín, zväčša- đa phần.

## Quy tắc viết I ngắn, Y dài
Quy tắc viết i/í và y/ý là một vấn đề rất được quan tâm trong chính tả Slovak.
Quy tắc viết i/í: 
- viết sau các phụ âm mềm ď, ť, ň, ľ, č, dž, š, ž, c, dz, j trong nhân từ thuần Slovak, đồng thời bỏ các dấu mềm sau các phụ âm ď, ť, ň, ľ khi viết. Ví dụ: divadlo- nhà hát, ticho- yên lặng, cibuľa- hành, cítiť- cảm nhận, nízko- thấp, odlíšiť- khác biệt.
- viết sau các phụ âm cứng trong các từ tượng thanh. Ví dụ: tik-tak (tiếng đồng hồ), chichotať sa- cười khúc khích.
- viết sau các từ nhập ngoại. Ví dụ: tiger- con hổ, titul- chức danh, partizán- du kích.
Quy tắc viết y/ý: sau các phụ âm cứng d, t, n, l, k, g, h, ch trong nhân từ thuần Slovak. Ví dụ:
- sau d: vtedy- khi đó, dýchať- thở, dýka- dao, dym- khói
- sau t: ty- bạn, tyč- gậy, tykať si- xưng hô thân mật, týkať sa- liên quan đến
- sau l: lýtko- trái chân, lyžica- thìa, mlyn- cối xay, plyn- chất khí, plytký- cạn
- sau k: kýchať- hắt hơi, kysnuť- lên chua, kyslý- chua, kytica- lẵng hoa, kývať- vẫy
- sau g: gymnázium- trường cấp ba; gitara- đàn gita
- sau h: hydina- gia cầm, hynúť- chết, pohyb- chuyển động
- sau ch: chybiť- làm lỗi, chýbať- vắng mặt, odchýliť- lệch, chytrý- nhanh trí
Các từ chọn (tiếng Slovak vybrané slová): y/ý chỉ được viết sau các phụ âm thường b, m, p, r, s, v, z, f trong các từ chọn.
- sau b: by, aby, byľ, bystrý, Bystrica, Bytča, byť (tồn tại), nábytok, bývať, byt, bydlisko, príbytok, dobytok, kobyla, obyčaj, býk, bylina, bydlo (chỗ ở), dobyť (chiếm), odbyt, byvol, bytosť, bývalý, úbytok, prebytok, zbytočný
- sau m: my, mykať sa, mýliť sa, myslieť, myšlienka, myseľ, umývať sa, mydlo, myš, šmýkať sa, hmyz, žmýkať, priemysel, Myjava, mýto, mys, zamykať, pomykov, hmýriť sa, šmyk, priesmyk, omyl, zmysel, pomyje
- sau p: pýcha, pýtať sa, pýr, kopyto, prepych, pysk (mỏ), pykať, pýšiť sa, pytliak, dopyt, zapýriť sa, pyré, pyžamo, pytač
- sau r: ryba, rýchly, ryť, rýpať, hrýzť, kryť, skryť, koryto, korytnačka, strýc, ryčať, ryža, bryndza, rys, rysovať, Korytnica, rýdzi, rýdzik, brýzgať, rytier, trýzniť, rým, ryha, kryha, poryv, úryvok, Torysa, ryšavý, prýštiť, trysk, kryštál, rýľ, rytmus
- sau s: syn, syr, sýty, sypať, syseľ, syčať, sýkorka, sychravý, vysychať, osýpky, sypký, sykať
- sau v: vysoký, zvyk, vy, vykať, výr (con cú), výskať, vyť (rú), vy (tiền tố), vyžla, vydra, vyhňa, výsosť, zvyšok, výskyt, výživa, výťah, vyučovanie, výpočet, výraz, vyrážka, výskum, výstava
- sau z: jazyk, nazývať sa, ozývať, prezývať, vyzývať, pozývať, vzývať
(phần này chưa bao gồm các nguyên tắc chính tả không mang đặc trưng riêng của tiếng Slovak như các viết dấu chấm, phẩy, cách viết chữ hoa, cách dùng gạch nối v.v....)
1. ↑  Cảm nhận sự cần thiết phát triển tiếng Slovak, mặc dù sống trong quân chủ Áo Hung với áp lực của Hungary hóa, Ľudovít Štúr bất chấp tù tội (ông bị nhà nước Hungary truy nã năm 1848 khi tổ chức Cuộc họp Slav tại Praha), bất chấp áp lực của các nhà ngôn ngữ người Séc, ông phê phán việc dùng tiếng Séc khó hiểu đối với người Slovak, ông kêu gọi bình đẳng ngôn ngữ với tiếng Hung.